# ジーリー
ジーリー (Xeelee) は、ハードSF作家スティーヴン・バクスターのSF小説のシリーズ、また作品に登場する最高の文明を誇る超種族の名である。

## 概要
ジーリー([ˈziːliː]; ZEE-lee)[a]
は英国のSF作家スティーヴン・バクスターによる一連のハードSFスペースオペラ小説シリーズ。および同シリーズに登場する時空を操作する超種族の名である。
このシリーズは数十億年単位の架空の年代記を中心に、宇宙における人類の拡張と銀河間戦争、最高にパワフルで謎めいたカルダシェフ・スケールタイプIV文明と呼ばれるジーリー、ダークマターの存在と呼ばれ恒星を食い尽くすフォティーノ・バード、スクウィーム（集合精神を持つ水棲種族）、クアックス（対流細胞の複雑な相互作用に基づく生物）、シルバー・ゴースト(反射殻に包まれた球体生物）など顕著な役割を演じる他の多くの種族と文明を特徴としている。シリーズのいくつかの物語ではまた、改造されたポストヒューマンが生活する中性子星の中心部(フラックス)、重力定数がかなり強い別の宇宙（天の筏）、および真社会性のような社会（Coalescent)などのような極端な条件で生きている人類の末裔の姿が描かれている

。
ジーリーは高度な理論物理学、エキゾチック物質物理学、裸の特異点、時間的閉曲線、多元宇宙、超先進的なコンピューティングおよび人工知能、超光速航法などを扱うテクノロジーを持っており、カルダシェフ・スケールでは非常に高い階層に当たる。このシリーズはテーマ的には、過酷で未知なる宇宙での生存の追求、戦争と軍事主義による社会への影響、生物学的および社会学的な人類の変化、特定の実存的および社会的哲学的問題を重点的に扱っている。
2018年8月の時点で、シリーズは、9つの長編と53本の短編小説がある。タイムライン上は宇宙開闢のビッグバンから始まり、最終的な宇宙の熱的死を迎えた後、『時間的無限大』の特異点へと至る。
シリーズの最初の4つの小説（天の筏、時間的無限大、フラックス、虚空のリング)のオムニバス版が『Xeelee：An Omnibus』のタイトルで2010年1月にリリースされた
 
2016年8月、シリーズ全体を収録した『Xeelee Sequence』というタイトルの電子書籍がリリースされた
 。
デスティニーズチルドレン3部作は、ジーリーシリーズ内のサブシリーズである。

## 執筆の経緯
バクスターは1986年夏に短編小説を執筆している最初にジーリーを考案した（最終的には翌年に『ジーリー・フラワー』としてInterzoneで出版された）。彼は後に主なプレイヤーとなる深淵に住む不可解で神のようなジーリーのバックストーリーと、シリーズの知的な種に満ちた宇宙の基本設定を具体的に考え始めた。

## 作中での描写
ジーリーはこの宇宙が誕生してから最初に発生した知性体であり、バリオン物質（陽子や中性子などから成る通常物質）世界の王として君臨している。<ジーリー・クロニクル>と呼ばれる、『天の筏』から始まる一連の作品群では、人類文明が宇宙へと進出して様々な異星種族から支配を受けつつも銀河有数の文明へと躍進していき、ついにはジーリーに次ぐ高度な文明を築いてジーリーとの対決に至るが、結局は敗北していくという命運が宇宙の開闢から終末までの遠大な年代記として叙述されている。
ジーリーは人類やその他の文明など到底及びもつかない超技術を有しており、シリーズ中における他の知的生命（人類を含む）は、ジーリー種族が宇宙のあちこちに残した遺産を利用して、時にはその技術を盗みつつ、覇権抗争に明け暮れていた。しかし、ジーリーはそうした“下等な”種族の文明抗争など眼中になく、宇宙開闢からのべ数百億年にわたって、バリオン物質世界を崩壊させうる文字通り不倶戴天の宿敵とその存在をかけた闘争を繰り広げていた。
宿敵とは、バリオン物質と背中合わせに存在する暗黒物質世界の覇権者たる、光子の超対称性粒子・フォティーノを主体としたフォティーノ・バードである。ジーリーはフォティーノ生命体がこの宇宙の寿命を短縮させていることに気付いていた。普通なら、まだ数十億年以上燃え続けるはずの恒星が、ほんの数百万年程度で燃え尽きてしまい、宇宙全体の恒星が死滅の危機に瀕していたのである。フォティーノ・バードは生存のために冷えて安定した重力井戸を必要としており、恒星進化に伴う巨星化や超新星化による重力場変動は望ましいものではなかった。彼らはそのために恒星内部の核融合反応を阻害していたのだ。
フォティーノ・バード達はリングを銀河それ自体を投射する銀河ミサイルを、ジーリー達は銀河ミサイルを破壊するため宇宙ひも弾を繰り出していた。ところが、フォティーノ・バードはバリオン物質をベースとした知性体ジーリーとは重力以外にほとんど相互作用することなく、ジーリーの超技術をもってしても正面からの対抗は不可能であった。バリオン物質世界の崩壊が避けられない運命であることを悟ったジーリーは、タイムシップを開発して200億年前の過去へと戻り、自らの進化過程に介入して壮大な事業に耐えられるように改造した。その事業とはこの宇宙の相転移の際に線状欠陥として取り残された宇宙ひもを組み合わせた直径1000万光年の「リング」を構築し、巨大なカー・ブラックホールでリング状の裸の特異点を発生させて、フォティーノ・バードに脅かされることのない別の宇宙へと脱出を図ることである。
このリングはあまりにも莫大な質量から、周囲の銀河を引き込んで物質を吸収していた。人間が文明を持ってから宇宙を観測した際に発見した、銀河を吸い寄せるグレート・アトラクターの正体はこれである。フォティーノ・バードの存在を知らない人類勢力はジーリーと敵対し、その目的もわからずリングを破壊しようと中性子星を砲弾として投射したが果たせず、逆にジーリーに滅ぼされてしまった。このリングはジーリーらの脱出後にフォティーノ・バードに破壊される。やがてこのバリオン物質世界では星の輝きも消え、ひたすらに冷たく空虚な空間が広がるのみとなった。

## テクノロジー
ジーリーは時間と空間を操作することに長けていた。 彼らは、パウリの排除原理（2つ以上のフェルミ粒子は同一の量子状態を占めることはできない）に違反するような奇妙な構造の物質から、ナイトファイターとして知られる宇宙船を作り上げた。 この素材は非常に薄く、鋭く、硬く、そして透明。 その独特の時空構造のために、奇妙な重力効果を持っている。
ナイトファイター
ジーリーによって作られた宇宙船。カエデの種子に喩えられる形状をしており、色は漆黒。船殻は位相欠陥により構成されており、宇宙ひもと磁壁を使っている。不連続ドライブ、ハイパードライブで航行し、スターブレーカーで武装している。
ジーリーの建築素材
厚さは陽子一個分、密度はグラスウールほどのジーリーによって作られた素材。電子が量子状態を共有することを可能にするパウリの排他原理に背いている。ジーリー・フラワーによって作成される。
スターブレイカー
ジーリーが武器や道具としても使用するコヒーレント重力波のビーム。ナイトファイターや<リング>周辺で遭遇するジーリー船から発する赤く細い光のビームとして描写されている。短編『青方偏移』では、スターブレイカーは人間の子供のサイズの手のために設計されたピストルのような装置として説明されてる。 ハンドルの周りに複雑な配線があり、背面に調整ノブがあり、最低の設定ではシンクロトロン放射を放出する。何らかの形の粒子加速によって動かされることを示唆している。
<角砂糖>
現在からおよそ400万年後の<リング>の作業の終わり頃、ジーリー達は200億年前の彼らの歴史の始まりに戻るために数百の立方体を建設した。人類から<角砂糖>と呼ばれるこれらの立方体は、一辺が数千キロメートルから数万キロメートルにまで広がる巨大な輝く立方体（月や惑星を囲むことができる大きさ）。 反粒子で構成された<角砂糖>は、時間的に負のベクトルを有し（すなわち、時間対称性を介して時間的に逆方向に移動する）、過去へ遡行するタイムマシンして機能すると説明されている。 <角砂糖>が遠い過去の目的地/時間に到着すると、ジーリーは将来の出来事についての知識を持った完全に成熟した種族として現れ、すぐにフォティーノバードに対する最も壮大なプロジェクトに取り掛かった。
<角砂糖>は、タイムパラドックス防止の管理と進化の調整の両方において、アンチ・ジーリーによって指導されている。<角砂糖>を使用することで、ジーリーは自らの進化を意識的に管理し、宇宙の歴史に必要な編集を加えて、プロジェクトが他の種族に対抗できないようにした。したがって、ジーリーと実質的に対立した種はいずれもそもそも進化するのを妨げられ、さらにジーリーはフォティーノ・バードの進化を妨げることができなかった可能性がある。
アンチ・ジーリー
アンチ(反)・ジーリーはプロジェクトを管理するためにジーリーによって構築された量子波意識にまたがる超知性・意識。 『時間的無限大』において数百万年後の未来に押し込まれたマイケル・プールが遭遇した際に簡易的に説明された。後に短編『真空ダイアグラム』で詳しく説明された。その名前は、ジーリーと対になって相補的な存在を伝えるための、粒子/反粒子命名規則に由来しており、ジーリーに対して反抗を意味するものではない。アンチ・ジーリーは、少なくともいくつかの時点で、いくつかの反粒子がそうであると考えられているように時間内に逆行していることを意味している。
やがて過去に遡ったジーリー達がアンチ・ジーリーを作り上げることでこの因果の円環は閉じられる。
<リング>
ジーリー最大の成果、これまでに構築されたバリオン物質の中で最大の構造を持つ巨大なリング。宇宙ひもの巨大なループで構成されており、何百万光年もの幅、そして光速に近い速度で回転している。その強い重力と回転のために、その中心ではリング状特異点が現出する。地平面の向こう側へ入った船はこの宇宙を離れて別の宇宙へと旅立つ。

## ジーリー・クロニクル作品リスト
- 1991 『天の筏』 Raft

重力定数が10億倍という別の宇宙にたどり着いてしまった人類を描く。
- 1992 『時間的無限大』 Timelike Infinity

未来と繋がったワームホールから、未来で人類を支配しているという異星種族クワックスと、《ウィグナーの友人》と名乗る謎の集団が現れる。
- 1993 『フラックス』 Flux

中性子星内部で生きる高度に改変された人類を描く。
- 1994 『虚空のリング』 Ring

世代宇宙船グレート・ノーザン号が光速に近い速度で発進し、相対論効果によって外では500万年の月日が流れた。宇宙中の恒星全てが死につつあることを知ったグレート・ノーザン一行はジーリーの《リング》へと向かう。
- 1997 『プランク・ゼロ』/『真空ダイヤグラム』Vacuum Diagrams 短編集、日本語版は原書を2分冊

- 2000 『Reality Dust』- 限定出版。『Resplendent』に収録。
- 2001 『Riding the Rock』 - 限定出版。『Resplendent』に収録。
- 2004 『Mayflower II』- 限定出版。『Resplendent』に収録。
- 2009 『Starfall』 - 限定出版。『Xeelee：Endurance』に収録。
- 2011 『Gravity Dreams』- 限定出版。『Xeelee：Endurance』に収録。

西暦978225年、人類がジーリーに追い詰められつつあった時代に『天の筏』の宇宙の住民から救難信号が届く。
- 2015 『Xeelee: Endurance』- 短編集
- 2017 『Xeelee: Vengeance』
- 2018 『Xeelee: Redemption』

『デスティニーズチルドレン三部作』
ジーリーシリーズと世界観を共有したサブシリーズ。
- 2003『コアレセント』

21世紀の現代、ジョージ・プールは生き別れた双子の妹を探していた。一方、5世紀の古代ローマ、壮絶な人生を生きたある女性は壮大な計画を立て現代にまで残る組織を作った。ジョージの双子の妹はこの組織の一員となっていた。
- 2004『イグザルタント』

2万5千年後の未来、人類はジーリーと2万年に渡る終わりなき戦争を続けてきた。少年兵であるピリウスは超光速戦闘機による大胆な戦術でジーリーのナイトファイターを鹵獲することに成功する。しかし帰還した彼に待ち受けていたのは、命令違反による罰則と、タイムトラベルする前の過去の自分だった。
- 2005『トランセンデント』

2047年、ジョージ・プールの甥マイケル・プールは地球の生態系の破滅を阻止するため奮闘していた。50万年後、ジーリーを銀河系から駆逐した未来では《超越》と呼ばれる謎の集団が人類を指揮していた。《超越》達とマイケル・プールの関わりとは。
- 2006『レスプレンデント』- 短編集

## 評価
SF作家のポール・J・マコーリイは、バクスターとシリーズを賞賛し、次のように述べている。
バクスターは過去と未来の時間の広大さと深淵さの恐ろしいほど非人間的な意味に取り組むことから縮小することはなく、生命の普遍性は彼のオラフ・ステープルドン的宇宙論の枠組みのあらゆる部分に遠近感、動き、物語をもたらしている。
それは素晴らしく、頭を悩ますものであり、宇宙の誕生の謎とすべての既知の時間と空間の究極の運命についての最先端の推測に細心の注意を払ってマッピングされ、その広大な生命の範囲が生み出す物語によって常に活気づけられ、推進されている。
想像力、豊かな探究、拡大、および再加工をSFのコアテーマで達成している。彼のキャラクターは、古代の不思議と秘密の歴史がぎっしり詰まった銀河に住む奇妙なエイリアンと生活空間を競っている。彼の物語は、スペースオペラのバロックの過剰を再発明し、星間動物学、宇宙論、量子力学、エキゾチックな数学などのアイデアの想像力と豊かな探求でそれらを締めくくっている。物語は衝撃と恐怖の瞬間で泡立ち、驚異感と呼ばれる形而上学的めまいを引き起こすスケールの突然の逆転を起こす。テキストは何世紀にもわたって自信を持って歩みを進め、パラグラフは数千年を網羅している。個々の声が物語を前進させているが、物語はそれに巻き込まれた個人よりも常に大きくなっている。